# Arth
Arth est une commune suisse du canton de Schwytz, située dans le district de Schwytz. Cette commune regroupe les localités de Arth, Oberarth et Goldau.

## Géographie

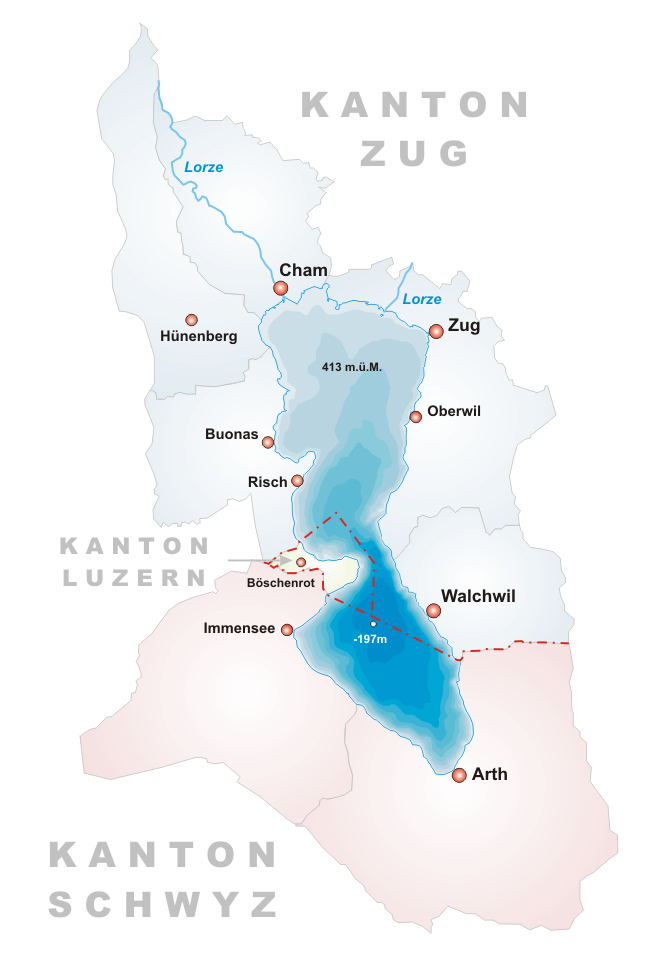
Lac de Zoug

Arth mesure 42,08 km2.
La commune comprend les localités d'Arth, Oberarth et Goldau. Arth signifie « Ours ».
Elle est située à l'extrémité sud du lac de Zoug dans la vallée entre le Rigi et le Rossberg.
La localité d'Arth acquit une certaine importance comme port sur l'ancienne route du Gothard.

## Histoire
La seigneurie d'Arth est remise en gage par le duc d'Autriche à Werner II de Homberg en 1315. Elle appartient ensuite à Maria von Oettingen, veuve de Werner et margrave de Bade par mariage, jusqu'en 1353, date à laquelle les habitants achètent leur liberté,.
Le peintre de paysage anglais William Turner en 1842-1843, représente le village vu de l'autre côté du lac dans une aquarelle conservée à la Tate Britain à Londres. Le seul bâtiment à être clairement distingué est l'église paroissiale du XVIIe siècle des Saints Georges-et-Zenon, qui s'élève du bord du lac.

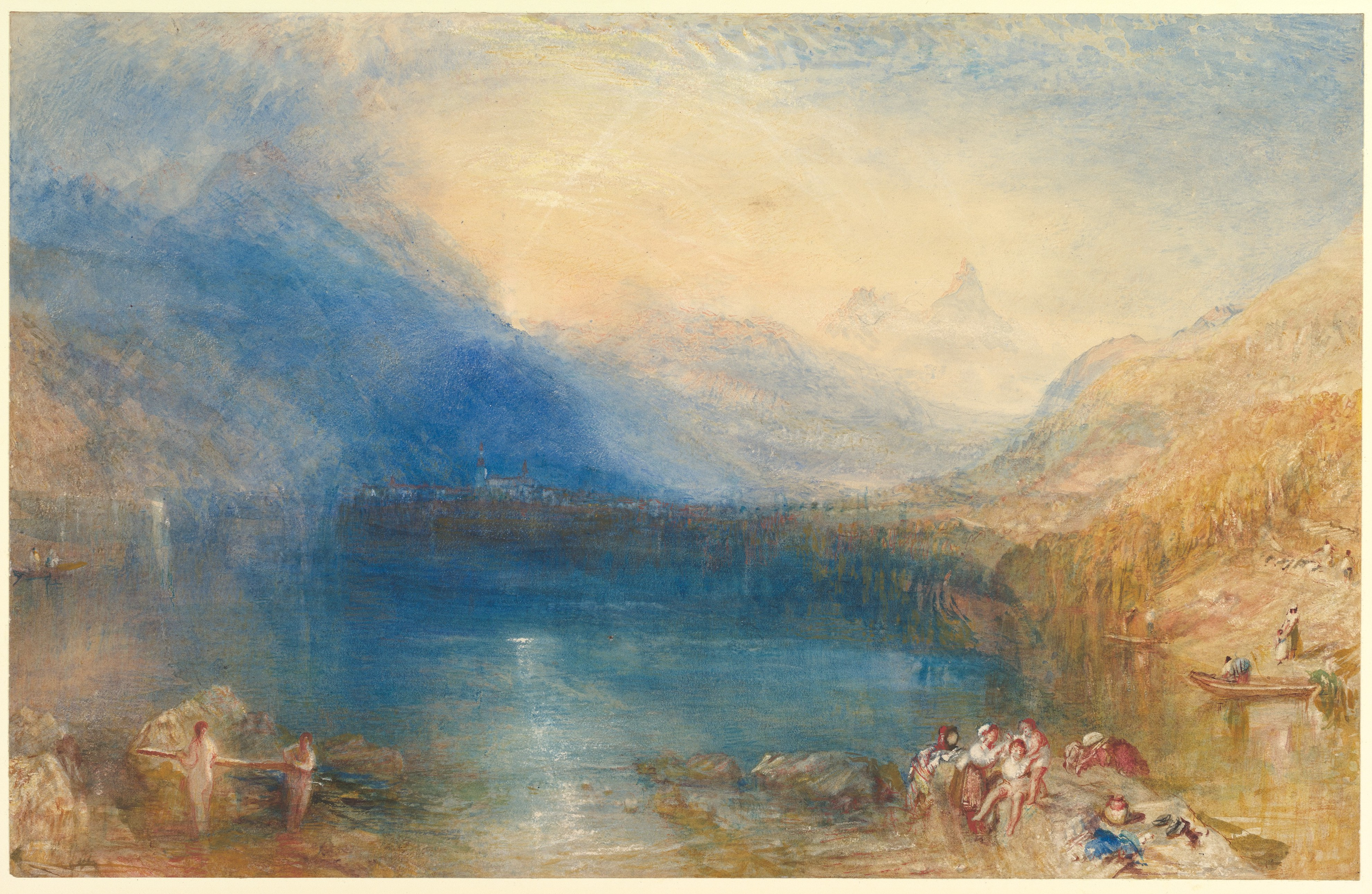
Le Lac de Zoug
William Turner, 1843
Metropolitan Museum, New York

De retour de son long séjour dans les Alpes suisses, il a sollicité des clients pour que de grandes aquarelles soient basées sur ses croquis du voyage. Le Lac de Zoug a été commandée par Hugh Andrew Johnstone Munro de Novar en 1843, et a ensuite appartenu à John Ruskin. Le soleil se lève entre les montagnes Rossberg et Mythen derrière la ville d'Arth.

## Démographie
Arth compte 12 359 habitants fin 2022. Sa densité de population atteint 294 hab./km2.
Le graphique suivant résume l'évolution de la population d'Arth entre 1850 et 2008 :

## Culture et patrimoine

### Monuments et curiosités

Vue aérienne de 600 m
par Walter Mittelholzer (1919).

- L'église paroissiale des Saints Georges-et-Zenon est une des premières grandes églises baroques de Suisse centrale. Construite en 1695-96 par Jeremias Schmid, le clocher relié à la nef par un porche est le vestige d'un bâtiment plus ancien du XIVe s. L'intérieur est caractérisé par des colonnes engagées masquées en pilastres sur lesquelles reposent des arcs doubleaux fortement recouverts de stucs.
- La chapelle Saint-Georges qui fut construite en 1652-54 à la place de la plus ancienne église paroissiale de la localité est aujourd'hui la chapelle du cimetière.
- Sur l'emplacement d'une seconde église paroissiale consacrée à saint Zénon se dressent l'église et les bâtiments conventuels du couvent de Capucins, édifiés au XVIIe s. Les Capucins furent appelés en 1655 dans la région lorsqu'on estima que la découverte d'une communauté protestante à Arth rendait la défense du catholicisme nécessaire.
- Sur la place du village aménagée en fonction de l'église paroissiale se trouve l'Hôtel de ville qui date de 1721[8].

### Héraldique
| Blason | Blasonnement : De gueules à une tour d'argent sur trois monts de sinople. |

## Transports
Ligne ferroviaire CFF Lucerne-Bellinzone, à 28 km de Lucerne et à 142 km de Bellinzone

## Personnalité liée à la commune
- Elsbeth Schneider-Kenel (1946-), première conseillère d'État du canton de Bâle-Campagne, grandit dans la commune et en est originaire